# 西班牙共和主义
西班牙共和主义是西班牙的一种政治立场，主张西班牙应成为共和国。
在西班牙，长期存在共和主义思想，特别是从19世纪以来，这一思想通过各类政党和运动不断展现。在这三个世纪中，尽管这些运动都以建立共和国为共同目标，但在如何构建西班牙国家的形式上，共和主义者出现不同的思想流派：有的主张单一制国家，有的则支持联邦制。
尽管西班牙长期存在多种共和主义流派，但该国历史上仅有两个短暂时期实行共和制，总共持续9年零8个月。西班牙第一共和国存在于1873年2月—1874年12月，西班牙第二共和国存在于1931年4月—1939年4月。
在当前西班牙实行的君主立宪制下，整个政治光谱中仍存在主张建立“第三共和国”的运动和政党。尽管共和主义在左翼阵营中拥有更广泛的支持，但也有一些自由派、右翼、保守派和民族主义政党持有共和立场。